# Bekabad
Bekabad (tiếng Uzbek: Bekobod/Бекобод; tiếng Nga: Бекабад), trước đây mang tên Begovat, là một thành phố ở phía đông Uzbekistan, thuộc huyện Bekabad. Nó nằm dọc theo sông Syr Darya, gần biên giới giữa Uzbekistan và Tajikistan.
Việc thành lập Bekabad liên quan đến một nhà máy xi măng. Nó được nâng lên cấp thành phố vào năm 1945. Cho đến năm 1964, nơi đây được biết đến với tên gọi Begovat.
Bekabad đã trải qua quá trình công nghiệp hóa nhanh chóng trong thời kỳ Xô viết. Đô thị này là nơi có một nhà máy thép lớn và một nhà máy xi măng. Đập Farkhad và Nhà máy Thủy điện Farkhad nằm ngay phía thượng nguồn của thành phố.

## Lịch sử
Việc thành lập Bekabad liên quan đến một nhà máy xi măng. Năm 1942–44, một nhà máy thép được xây dựng trong khu vực. Trong giai đoạn 1943–48, Đập Farkhad và nhà máy thủy điện cùng tên được xây dựng gần Bekabad. Nhà máy là nguồn cung cấp điện và nước tưới tiêu chính cho Uzbekistan.
Bekobod được nâng lên cấp thành phố vào năm 1945. Cho đến năm 1964, thành phố được biết đến với tên gọi Begovat.

## Địa lý
Bekabad nằm dọc theo cả hai bờ sông Syr Darya, gần biên giới giữa Uzbekistan và Tajikistan. Khu vực đông bắc và đông nam của thành phố có địa hình núi non. Nó nằm cách Tashkent 140 kilômét (87 mi) về phía nam.

### Khí hậu
Bekabad có khí hậu Địa Trung Hải (phân loại khí hậu Köppen Csa) với ảnh hưởng của khí hậu lục địa. Nó có mùa đông lạnh và mùa hè nóng. Nhiệt độ trung bình từ tháng 6 đến tháng 7 là 28–30 °C (82–86 °F). Đôi khi nhiệt độ trung bình từ tháng 6 đến tháng 7 lên tới 40 °C (104 °F). Nhiệt độ trung bình vào tháng 1 là −2 – −3 °C (28–27 °F).
| Dữ liệu khí hậu của Bekabad        | Dữ liệu khí hậu của Bekabad | Dữ liệu khí hậu của Bekabad | Dữ liệu khí hậu của Bekabad | Dữ liệu khí hậu của Bekabad | Dữ liệu khí hậu của Bekabad | Dữ liệu khí hậu của Bekabad | Dữ liệu khí hậu của Bekabad | Dữ liệu khí hậu của Bekabad | Dữ liệu khí hậu của Bekabad | Dữ liệu khí hậu của Bekabad | Dữ liệu khí hậu của Bekabad | Dữ liệu khí hậu của Bekabad | Dữ liệu khí hậu của Bekabad |
| Tháng                              | 1                           | 2                           | 3                           | 4                           | 5                           | 6                           | 7                           | 8                           | 9                           | 10                          | 11                          | 12                          | Năm                         |
| ---------------------------------- | --------------------------- | --------------------------- | --------------------------- | --------------------------- | --------------------------- | --------------------------- | --------------------------- | --------------------------- | --------------------------- | --------------------------- | --------------------------- | --------------------------- | --------------------------- |
| Trung bình ngày tối đa °C          | 5                           | 9                           | 16                          | 23                          | 29                          | 35                          | 36                          | 35                          | 30                          | 23                          | 14                          | 7                           | 22                          |
| Tối thiểu trung bình ngày °C       | −4                          | −2                          | 4                           | 9                           | 14                          | 18                          | 19                          | 16                          | 11                          | 6                           | 2                           | −2                          | 8                           |
| Lượng Giáng thủy trung bình mm     | 43.5                        | 47.9                        | 47.4                        | 49.5                        | 44.8                        | 18.5                        | 37.2                        | 14                          | 14.9                        | 26.5                        | 46.8                        | 50.7                        | 441.7                       |
| Trung bình ngày tối đa °F          | 41                          | 48                          | 61                          | 73                          | 84                          | 95                          | 97                          | 95                          | 86                          | 73                          | 57                          | 45                          | 71                          |
| Trung bình ngày tối thiểu °F       | 25                          | 28                          | 39                          | 48                          | 57                          | 64                          | 66                          | 61                          | 52                          | 43                          | 36                          | 28                          | 46                          |
| Lượng Giáng thủy trung bình inches | 1.71                        | 1.89                        | 1.87                        | 1.95                        | 1.76                        | 0.73                        | 1.46                        | 0.6                         | 0.59                        | 1.04                        | 1.84                        | 2.00                        | 17.44                       |
| Nguồn:                             |                             |                             |                             |                             |                             |                             |                             |                             |                             |                             |                             |                             |                             |

## Nhân khẩu
Bekabad có dân số 101.292 người vào năm 2009. Nhiều nhóm dân tộc khác nhau sinh sống trong thành phố, đông nhất là người Uzbek.

## Kinh tế
Bekabad là một thành phố công nghiệp quan trọng ở Uzbekistan sau khi giành độc lập. Đây là nơi có một nhà máy thép lớn và một nhà máy sản xuất xi măng. Ngoài ra còn có một nhà máy gạch, một nhà máy đóng gói thịt, một nhà máy bông và nhiều doanh nghiệp vừa và nhỏ. Đập Farkhad và nhà máy thủy điện cùng tên nằm ngay phía thượng nguồn của thành phố.

## Giáo dục
Bekabad là nơi có viện y tế và trường dạy nghề. Ngoài ra còn có 17 trường trung học, hai trường âm nhạc và một trường thể thao trong thành phố.